# Коммуна (Навлинский район)
Коммуна — поселок в Навлинском районе Брянской области в составе Синезёрского сельского поселения.

## География
Находится в восточной части Брянской области на расстоянии приблизительно 31 км на север по прямой от районного центра поселка Навля.

## История
Была известна еще до 1940-х годов. На карте 1941 года обозначен как коммуна «Гигант».

## Население
Численность населения: 10 человек (русские 100 %) в 2002 году, 7 в 2010.